# El Toro (Menorca)

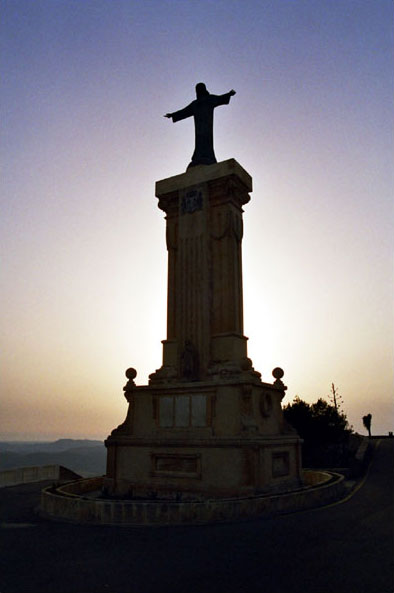
Monument al cim del Toro

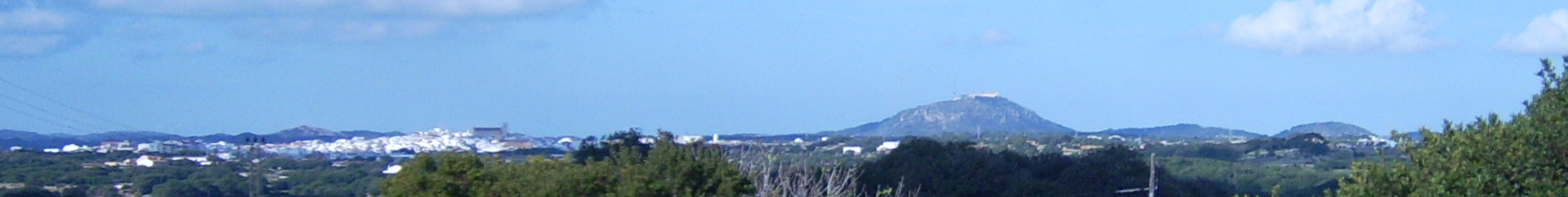
El Toro i Alaior

El Toro és la muntanya més alta de Menorca amb 358 m d'altitud. Del Toro neix el rierol d'aigua potable l'Enzell. Es troba al terme municipal des Mercadal, al centre de l'illa.

## Etimologia
El nom Toro és una evolució, en part a causa de les diferents llengües i cultures que han passat per l'illa, del mot català (menorquí) turó, ja que la gent de l'illa s'hi referia com a el Turó, simplement.

## Monuments
Al cim de la muntanya hi ha el Santuari de la Verge del Toro, patrona de Menorca, construït el 1670 sobre una església gòtica. El santuari es va construir sobre les ruïnes d'un antic convent.

## Mites i llegendes
Una llegenda explica que va ser un bou (en castellà, toro) qui va trobar la verge.